# セバスティアン・ボエニシュ
セバスティアン･ボエニシュ（Sebastian Boenisch, 1987年2月1日 - ）は、ポーランド・グリヴィツェ出身の元サッカー選手。現役時代のポジションはディフェンダー。

## 経歴

### 生い立ち
ドイツ人の祖父母を持つボエニシュは、ポーランドのグリヴィツェに生まれた当初はプニオフスキ（Pniowski）姓だったが、翌1988年に家族と共にドイツのドルトムントへ移住した際に父親の就職先の見通しが良くなかったことからボエニシュへ改姓した。その後、エッセン近郊のハイリゲンハウスで育った。

### クラブ

#### シャルケ
ユースクラブであるSSVG 09/12ハイリゲンハウスでキャリアを始め、ボルシア・フェルバート、SCロートヴァイス・オーバーハウゼンの下部組織を経て、16歳の時にシャルケ04に入団した。同クラブの下部組織で3年過ごした後、2006年2月11日のバイエル・レバークーゼン戦（7-4）で86分からプロ初出場を飾り、それから5日後のUEFAカップ2005-06のRCDエスパニョール戦（2-1）に出場した2試合が2005-06シーズンに出場した全試合となっている。翌2006-07シーズンは、出場機会を増加させ公式戦10試合に出場し、シーズン終盤の2007年5月4日にクラブとの契約を2010年6月30日まで延長したにもかかわらず、契約延長時の話し合いの際に今後のポジションを見つけるのが困難と感じたことで出場機会を求めて新たなクラブを模索し始めた。

#### ブレーメン

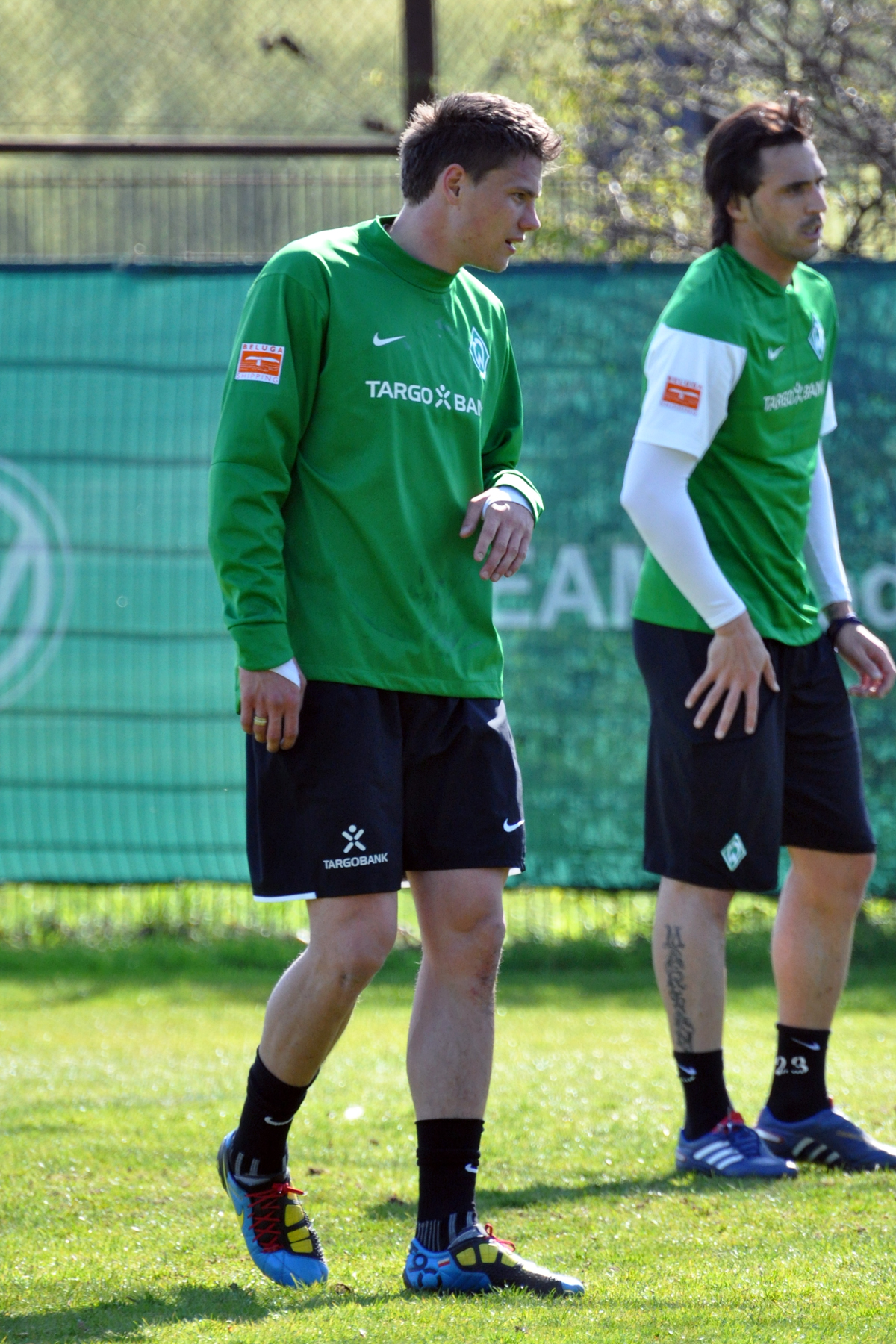
2010年4月23日にヴェルダー・ブレーメンで練習中のボエニシュ

2007年8月31日に移籍金300万ユーロでヴェルダー・ブレーメンと2011年6月30日までの4年契約を締結。それから4ヶ月後に同じくシャルケの下部組織出身のメスト・エジルと再び同僚となった。ブレーメンでは、9月1日のアイントラハト・フランクフルト戦（2-1）でドゥシュコ・トシッチと交代で80分に初出場を飾ったものの、それから数日後の14日のボルシア・ドルトムント戦で負傷したことが原因となって10月19日に右膝の手術により3ヶ月離脱することが発表された。一時解雇を経て、2008年2月6日に約5ヶ月ぶりにチームの練習に復帰を果たし、2月16日の1.FCニュルンベルク戦（2-0）でアーロン・ハントと交代で84分に復帰すると、復帰から3週間後のVfBシュトゥットガルト戦（3-6）で記念すべき初得点を記録した。同3月は、先発の座を掴むことに成功した一方でMSVデュースブルク戦で相手へパスを渡す失態からファンから批判を浴びており、翌4月にハムストリングを負傷したことで残りのシーズンを離脱する不満の残るものとなった。なお、同シーズン最終戦のレバークーゼン戦でメンバー入りを果たしているが出番は訪れなかった。
翌2008-09シーズンは、シーズン開始程なくの2008年8月6日に左足首を捻挫となったが、全体を通して主力の1人としてプレーし、UEFAチャンピオンズリーグ 2008-09で初出場を飾り、また、ウクライナ・プレミアリーグのシャフタール・ドネツクとのUEFAカップ 2008-09決勝という重要な舞台に延長戦含めて先発フル出場した。なお、決勝は異議を唱えたことで試合残り2分の所でイエローカードを提示され、チームは1-2で優勝を逃しこそしたものの、同大会では出場9試合中7試合に先発する左サイドバックの1番手としてチームを支えた。レバークーゼンとのDFBポカール決勝でも左サイドバックで先発フル出場し、こちらの方では1-0で優勝して自身初タイトルを獲得している。

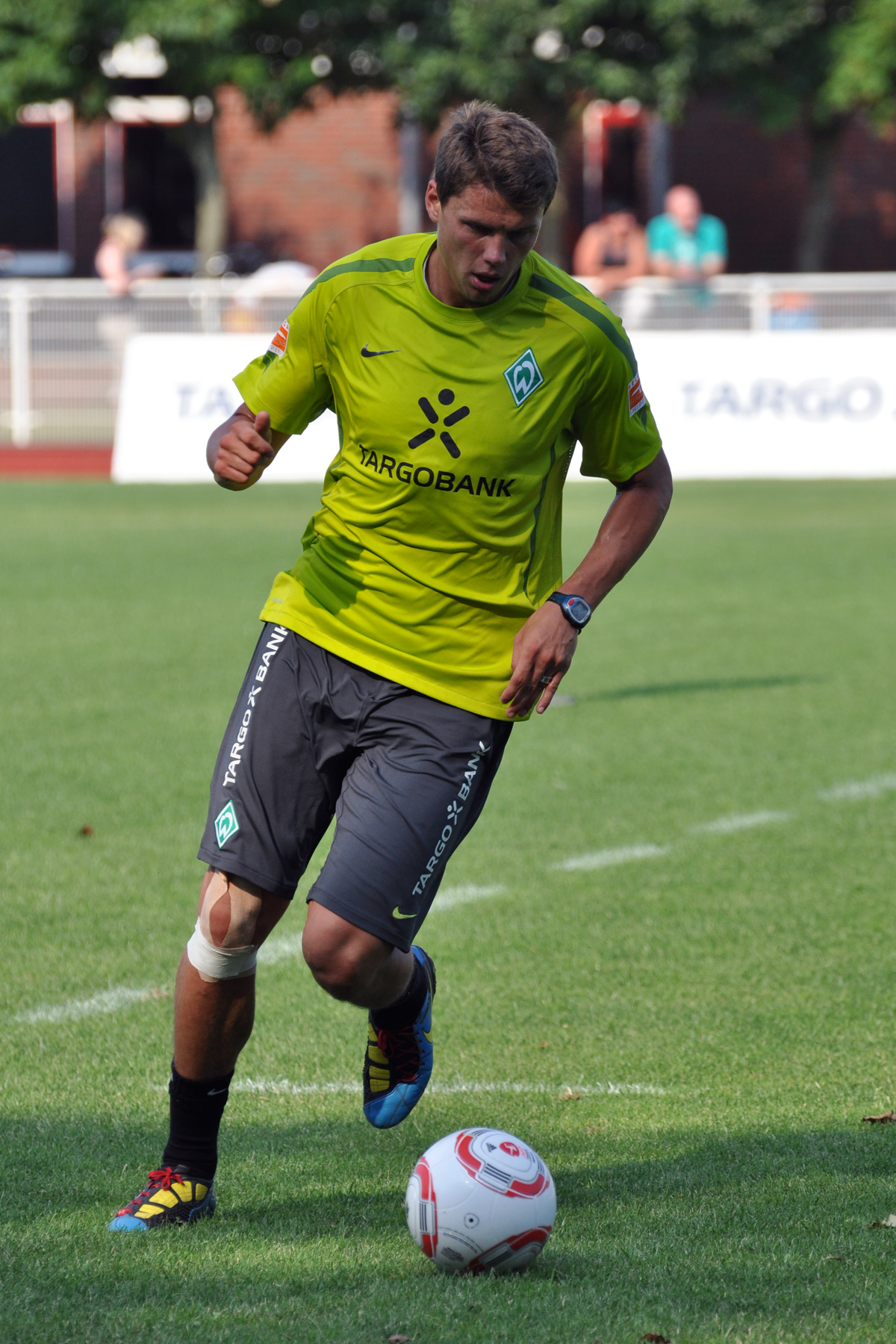
2010年7月11日にブレーメンで練習中のボエニシュ

2009-10シーズンは、8月に腰痛となったことで開幕戦を逃したが、2節目のリーグ戦で復帰し、UEFAヨーロッパリーグ 2009-10予選のFCアクトベ戦（6-3）でシーズン初得点を挙げる。12月の古巣シャルケ戦中に相手DFカルロス・ザンブラーノと衝突した際に右膝を再度負傷し、2010年3月20日のVfLボーフム戦（3-2）まで約3ヶ月を復帰に要する等、同シーズンは度々負傷で離脱していたものの、それまでの貢献が評価されてシーズン終盤の4月には、クラブと契約延長について協議をしており、バイエルン・ミュンヘンとのDFBポカール決勝戦（0-4）で先発を任されフル出場した。
2010-11シーズンは、8月から9月上旬を通して幾つかの試合に出場した後、膝軟骨損傷によって4～6ヶ月後の離脱が決定した。手術は成功し、3月に一旦復帰となり、以前のように再びプレー出来ることが望まれたが、すぐに怪我が悪化してしまい、シーズン残りの欠場となったことで同シーズンはリーグ戦1試合を含めて公式戦僅か4試合の出場にとどまったものの、4月に契約延長の交渉の末に最終的に2012年までクラブに残留することが決定した。9月には、2011-12シーズン後半に復帰出来る見込みとの発表がされ、11月中旬に負傷から回復してチームの練習に復帰を果たした。
2012年1月にクラブのリザーブチームで復帰し、その後、負傷に再び見舞われて予定より本格的な復帰にずれ込んだものの、最終的に3月24日のFCアウクスブルク戦（1-1）でトム・トリブルと交代で78分に2010年9月以来のトップチームの試合に復帰を果たす。4月10日のボルシア・メンヒェングラートバッハ戦（2-2）で前半にレッドカードを提示されたことで2試合の出場停止となった。

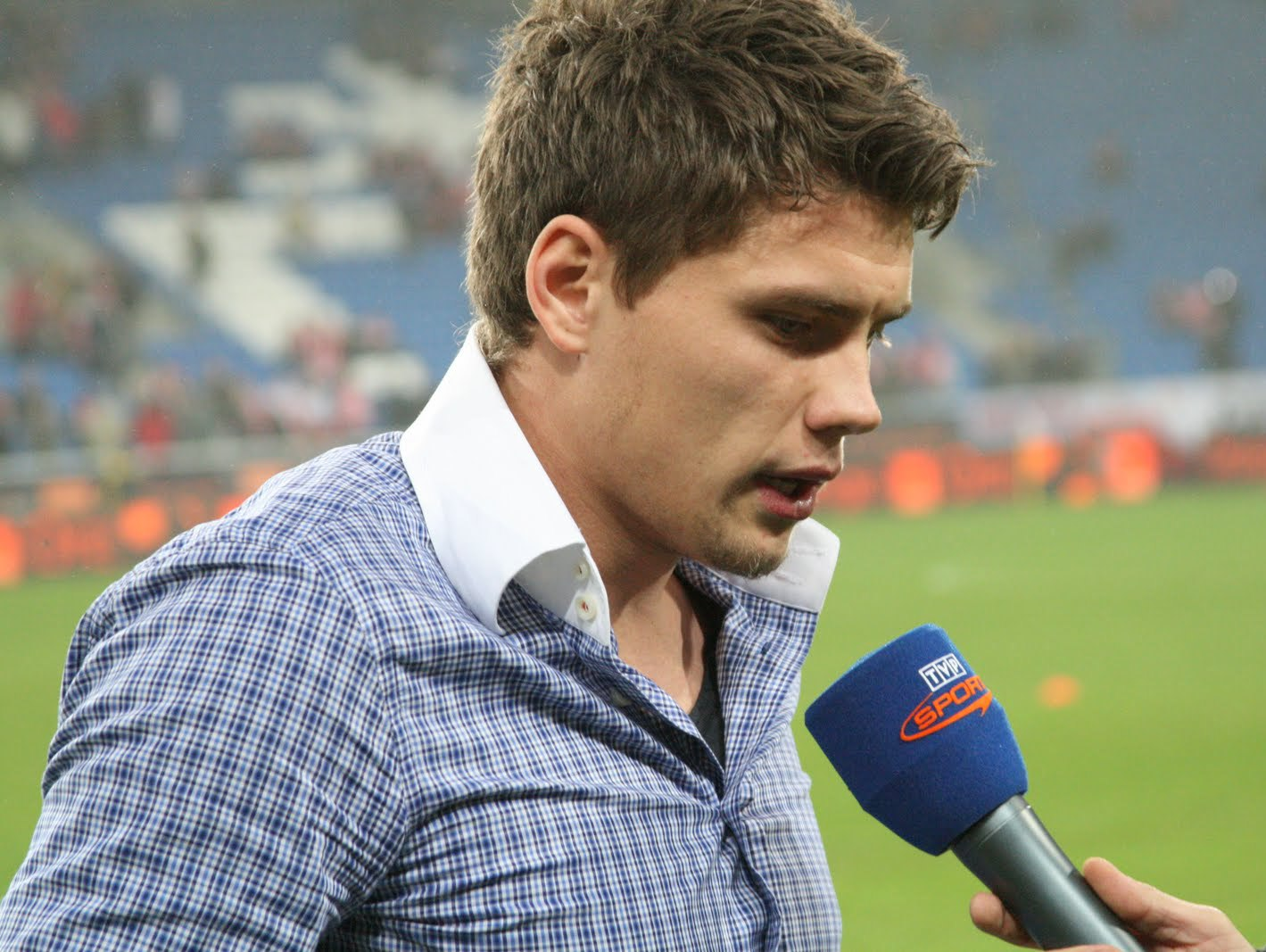
2010年11月にTVP Sportのインタビューを受けるボエニシュ

2011-12シーズン終了に伴って契約満了になるために自由契約選手となると、シュトゥットガルトから獲得の申し入れがあったものの、UEFA EURO 2012でのパフォーマンスの欠如を理由にオファーが取下げられた。2012年8月6日には、イングランド1部のストーク・シティFCのトライアルに参加し、トーキー・ユナイテッドFC、ヨーヴィル・タウンFCとのシーズン前の親善試合に出場したが、トライアルに失敗したことで契約には至らなかった。これに対してボエニシュは、ストークのトニー・ピューリス監督から最高と称賛されたにもかかわらず拒否されたことに当惑しているとkreiszeitung.deに語った。

#### レバークーゼン
ストークとのトライアルに失敗した後、フォルトゥナ・デュッセルドルフの練習に参加し、同クラブと契約締結間近と見られていたものの、2012年11月4日に相次ぐサイドバックの負傷に悩むバイエル・レバークーゼンと半年の契約を締結した。契約を期待していたフォルトゥナの首脳陣Paul Jägerから「スパイ」と怒りを買い、これに対してボエニシュは「スパイではない」と反論する等、入団時に一悶着あったものの、2013年1月19日のフランクフルト戦で移籍後初得点を挙げるなどの、パフォーマンスを披露したことで2013年2月4日に契約を2016年6月まで延長させることに成功した。

#### TSV1860ミュンヘン
2016年10月6日、TSV1860ミュンヘンに2年契約で加入した。

#### フローリツドルファー
2年間の無所属期間を経た後、2019年8月27日にフローリツドルファーACに加入した。

#### ウィーナー・ノイシュタット
2020年2月27日、1.ウィーナー・ノイシュタットSCに加入した。

### 代表歴

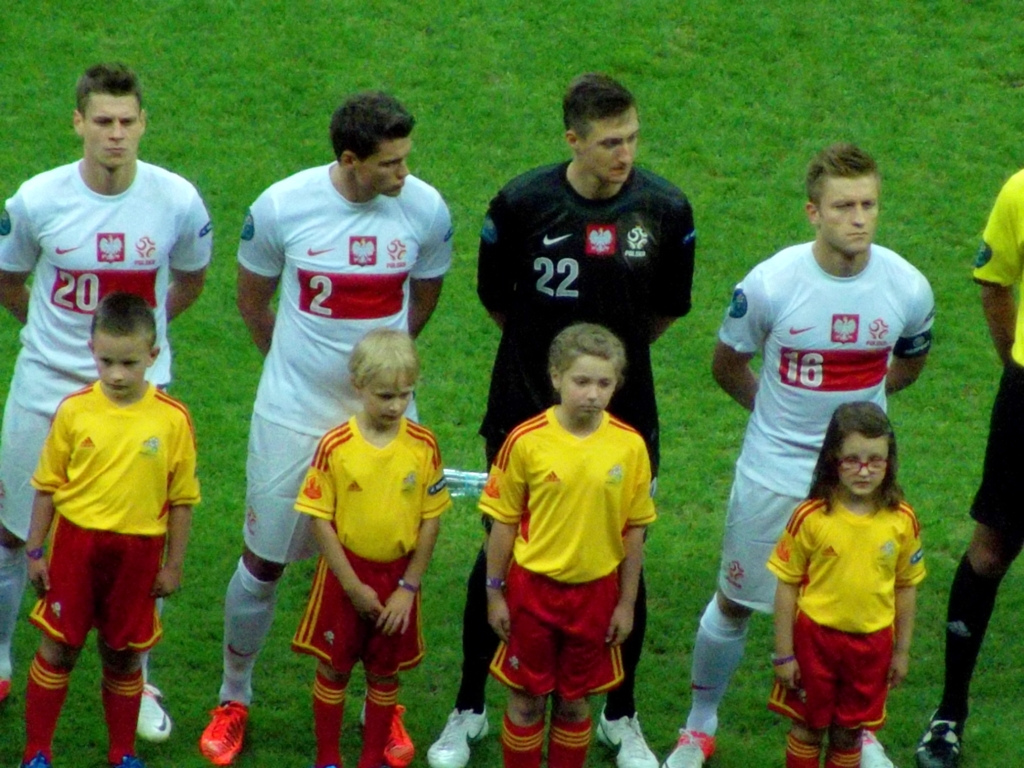
UEFA EURO 2012のロシア戦前に整列するボエニシュ（左2人目）

2006年11月14日のU-20オーストリア戦（4-1）においてU-20ドイツ代表初出場を飾り、翌2007年にU-21代表でデビューした。ポーランド出身のためドイツ代表かポーランド代表のどちらかを選択するか悩んでおり、ポーランド代表率いるレオ・ベーンハッカー監督がギリシャ戦へ向けてボエニシュを招集するとの噂が流れたが、公式の招集リストに名前はなかった。そのため、ポーランド代表を諦めてドイツ代表でのプレーに集中し、ドイツ代表として参加したUEFA U-21欧州選手権2009ではU-21スペイン戦で右足首を負傷となる事故に見舞われたが、U-21イングランドとの決勝戦に先発フル出場して優勝に貢献した。
ドイツの世代別代表を選択したことにより、ポーランド代表での出場が消滅したかと思われたが、2009年8月にFIFAが年齢制限を撤廃したことでポーランド代表に出場することが可能となり、さらに11月になると、ポーランドのフランチシェク・スムダ（en）新監督が興味を示しているとの噂が流れたことで再びどちらの代表を選択するか悩ませた。最終的に2010年8月20日にポーランド代表としてプレーすることを決意し、ウクライナ、オーストラリア戦に向けて初招集され、9月4日のウクライナ戦においてポーランド代表デビューとなった。2012年5月にはUEFA EURO 2012のメンバー入りを果たし、6月のギリシャとの開幕戦でポーランド代表として公式戦初出場を飾ると、続くロシア、チェコ戦にも先発出場したが、自身のパフォーマンスの欠如もあってチームはグループリーグで敗退した。

### 私生活
2006年度のミス・オーストリアであるTatjana Batinicと婚約しており、両名は2009年下旬に出会った。カップルは、2013年6月に結婚した。

## タイトル
クラブ
ヴェルダー・ブレーメン
- DFBポカール : 2008-09

代表
ドイツ U-21
- UEFA U-21欧州選手権 : 2009